# Henry Danger
Henry Danger es una serie de televisión de comedia de situación de superhéroes transmitida en Nickelodeon, creada por Dan Schneider y Dana Olsen. La serie fue aceptada por el canal para 20 episodios en una temporada el 13 de marzo de 2014. Está protagonizada por Jace Norman, Cooper Barnes, Riele Downs, Sean Ryan Fox, Ella Anderson y Michael D. Cohen. La serie fue estrenada el 26 de julio de 2014, como una película para televisión, y su estreno oficial como serie regular fue el 13 de septiembre de 2014. El 18 de noviembre de 2014, Nickelodeon renovó al show para una segunda temporada con 20 episodios, mientras que confirmó 6 episodios adicionales para la primera temporada.
El 2 de marzo de 2016, Nickelodeon renovó a Henry Danger para una tercera temporada. La tercera temporada se estrenó el 17 de septiembre de 2016.
El 16 de noviembre de 2016, viendo el éxito de la serie en los primeros episodios de la temporada y logrando en el especial Hour of Power un total de 3.16 millones de espectadores Nickelodeon confirmó y renovó a la serie para una cuarta temporada y sus grabaciones empezaron el 3 de abril de 2017. Dicha temporada, se estrenó el 21 de octubre de 2017.
El 27 de julio de 2018, fue anunciado que la serie se renovó para una quinta temporada, la cual se estrenó el 3 de noviembre de 2018. A partir de ahí, Christopher J. Nowak se encargó de ser el productor ejecutivo de la serie, debido a que Dan Schneider le dejó el manto y decidió no renovar su contrato con Nickelodeon.
El 1 de diciembre de 2019, Nickelodeon anunció que la quinta temporada es la última temporada de la serie y que va a concluir a principios o mediados de 2020.
Henry Danger finalizó oficialmente el 21 de marzo de 2020, y se convirtió en la tercera serie de Nickelodeon en llegar a más de 100 episodios, después de iCarly (serie que también fue creada por Dan Schneider) y The Thundermans.

## Argumento
Henry Hart (Jace Norman), es un adolescente de 13 años que consigue un trabajo de medio tiempo como Kid Danger, el compañero del superhéroe Capitán Man/Ray Manchester (Cooper Barnes). A pesar de que Ray le dijo a Henry que mantuviera el secreto sobre su trabajo, también lo tiene que hacer con sus mejores amigos Charlotte (Riele Downs), Jasper (Sean Ryan Fox) y su hermana menor Piper (Ella Anderson). Sus padres no saben sobre su secreto. Una tienda llamada "Basura Y mas", tiene una guarida secreta escondida debajo, donde Ray hace su trabajo. Pero capítulos adelante la historia cambia un poco, ya que Charlotte descubre que su amigo Henry es Kid Danger, entonces él se lo cuenta a Ray el cual lo despidió, y más adelante por una hazaña heroica, lo recontrata y contrata a Charlotte, desde entonces los dos trabajan para Capitán Man. Luego de que Jasper descubriera el secreto de Henry, el show dio un giro inesperado, ya que Capitán Man contrató a Jasper como empleado en Basura y más, de igual manera como ayudante de Kid Danger y Capitán Man en la cuevaman. Finalmente, Piper, su hermana, al meterse por un tubo, que conduce a la capicueva, descubre a Henry y a Ray transformándose a sus ojos, quedándose en shock, al descubrir que su hermano es un superhéroe, para disgusto de Ray, quien finalmente acepta todo las cosas como son, aunque no decide admitirlo. En el episodio final, cada uno va a su propio destino: Piper se va a la Universidad de Florida después de haberse graduado de la secundaria temprano por ganar créditos extras; Henry decide dejar de ser Kid Danger y se va junto a Charlotte y Jasper a Dystopia, para enfrentarse contra el crimen en su lado, mientras que el Capitán Man y Schwoz deciden reclutar a 4 niños con superpoderes, para convertirse en la nueva generación de superhéroes de Swellview.

## Reparto
| Actor                  | Personaje                | Temporadas | Temporadas | Temporadas | Temporadas | Temporadas |
| Actor                  | Personaje                | 1          | 2          | 3          | 4          | 5          |
| ---------------------- | ------------------------ | ---------- | ---------- | ---------- | ---------- | ---------- |
| Jace Norman            | Henry Hart               | Principal  | Principal  | Principal  | Principal  | Principal  |
| Cooper Barnes          | Raymond "Ray" Manchester | Principal  | Principal  | Principal  | Principal  | Principal  |
| Riele Downs            | Charlotte Paige          | Principal  | Principal  | Principal  | Principal  | Principal  |
| Sean Ryan Fox          | Jasper Dunlop            | Principal  | Principal  | Principal  | Principal  | Principal  |
| Ella Anderson          | Pipper Hart              | Principal  | Principal  | Principal  | Principal  | Principal  |
| Michael D. Cohen       | Schwoz Schwartz          | Recurrente | Principal  | Principal  | Principal  | Principal  |
| Personajes recurrentes |                          |            |            |            |            |            |
| Jeffrey Nicholas Brown | Jake Hart                | Recurrente | Recurrente | Recurrente | Recurrente | Recurrente |
| Kelly Sullivan         | Kris Hart                | Recurrente | Recurrente | Recurrente | Recurrente | Recurrente |
| Matthew Zhang          | Oliver Pook              | Recurrente | Recurrente | Recurrente | Recurrente |            |
| Joe Kaprielian         | Sydney                   | Recurrente | Recurrente | Invitado   | Invitado   |            |
| Duncan Bravo           | Gooch                    | Recurrente |            |            |            |            |

### Personajes principales
- Jace Norman como Henry Hart / Kid Danger:

Un adolescente demasiado guapo de 13 años (14 en la segunda temporada, 15 a partir de la tercera temporada, 16 en la cuarta temporada y 17 en la quinta temporada) que se convierte en el compañero de Capitán Man. Henry es un chico guapísimo con amigos y un trabajo después de la escuela como el compañero superhéroe de Capitán Man. Gracias a sus habilidades y artilugios, Kid Danger no tiene problemas para ayudar al Capitán Man en sus misiones. Siempre estará con sus amigos, incluso si tiene que ir a salvar el mundo. En "La Hora del Poder", Henry obtiene reflejos súper rápidos durante la lucha contra el antiguo compañero Drex del Capitán Man. Recibió este poder después de respirar los vapores de una tarántula y un lagarto marrón y amarillo. Más tarde, se llamó Hipermovilidad.
En "Parte 3: Un nuevo héroe", pierde sus poderes al tocar el antivirus mientras lo usa para detener el virus y salvar el mundo e Internet.
- Cooper Barnes como Raymond "Ray" Manchester / Capitán Man

El científico y padre de Ray, el Dr. Carl Manchester, accidentalmente tiró de una palanca en su densitizador transmolecular en la que Ray se estrelló al andar en su patineta, lo que lo hizo indestructible y aún puede sentir algo de dolor por un corto tiempo. Ahora es un superhéroe que lucha contra el crimen. Necesitaba un compañero, por lo que elige a Henry.
- Riele Downs como Charlotte Paige:

Mejor amiga de Henry. Ella es sarcástica, inteligente y hábil. Ella es la "chica empollona”del grupo, siempre allí para devolver a todos a la realidad. Ella y Henry han sido mejores amigos durante mucho tiempo y, por lo tanto, está lo suficientemente cerca de él como para decirlo como es. Ella es una gran fan del Capitán Man. En el cuarto episodio, Charlotte descubre el secreto de Henry y consigue un trabajo como gerente de Henry y Ray y se convierte en la mejor amiga de Henry. En el episodio final "El destino de todo: Parte 2", se muda a Dystopia junto a Henry y Jasper para combatir el crimen juntos y Charlotte tiene ahora mejoras de Cyborg.
- Sean Ryan Fox como Jasper Dunlop:

Uno de los mejores amigos de Henry. Está lleno de ideas, pero la mayoría de ellas no son buenas. Ha sido el mejor amigo de Henry desde preescolar. Es un recolector de baldes, algo que siempre avergüenza a Henry y Charlotte. También hace muchas preguntas y también es un gran admirador del Capitán Man. En el episodio "Sé tu secreto", Henry le revela a Jasper que él es Kid Danger, y lo llevan al negocio.En el episodio final "El destino de todo: parte 2", se muda a Dystopia junto a Henry y Charlotte para combatir el crimen juntos.
- Ella Anderson como Piper Hart:

Hermana menor de Henry, de 9 años (10 a partir de la segunda temporada, 11 a partir de la tercera temporada, 12 en la cuarta temporada y 13 en la quinta temporada) que es fanática de Capitán Man. Ella y Henry no son tan cercanos. Piper afirma que odia su vida y reacciona de forma exagerada a varios problemas, principalmente sobre las redes sociales. Piper también se muestra molesta con las payasadas de Jasper y parece tener una gran rivalidad con él. En el episodio "Grave Danger", debido a un tecnicismo accidental en el DMV, Piper tiene su propia licencia de conducir a pesar de ser menor de edad y en secreto, sospecha que su hermano es Kid Danger, hasta mediados de la temporada 5. En el episodio final "El destino de todo: Parte 2", va a la Universidad de Florida después de haberse graduado de la secundaria temprano por ganar créditos extras.
- Michael D. Cohen como Schwoz Schwartz:

Un trabajador de Capitán Man que maneja el equipo en la capicueva, ya que él fue quien la construyó. La amistad de Ray y Schwoz se tensó cuando Schwoz le robó la novia a Ray. Finalmente se reconciliaron cuando Henry y Charlotte convencieron a Ray para que perdonara a Schwoz. Desde entonces, Schwoz ha inventado varios inventos para ayudar a Capitán Man y Kid Danger, aunque a veces puede ser raro y gracioso, lo que enfurece a Henry y a Ray. A veces se refiere a su hermana como alguien que parece un caballo. También tenía un androide llamado Brenda que cambia de forma y es su novia.

### Personajes secundarios y recurrentes
- Jeffrey Nicholas Brown como Jake Hart, es el padre de Henry y Piper, quien trabaja como gerente de proyectos. Se describe que tiene una personalidad amorosa, cariñosa e infantil.
- Kelly Sullivan como Kris Hart,[8] es la madre de Henry y Piper. Ella es ajena al hecho de que Capitán Man está enamorado de ella. En los episodios finales, se entera de que Henry es Kid Danger y que Ray es Capitán Man durante la última trama de Drex, así como su conocimiento de que le gusta a Ray.
- Matthew Zhang como Oliver Pook, es un chico extraño y peculiar. Él es el mejor amigo de Sydney y comparte un interés similar en la ropa extraña.
- Joe Kaprielian como Sydney, es un niño que comparte rasgos de personalidad similares con su mejor amigo Oliver.En un capítulo  confiesa su amor a una compañera escolar, quien lo rechaza.
- Duncan Bravo como Gooch, es el cajero de "Basura y más" que trabaja con Capitán Man. Él alerta a Capitán Man de cualquier peligro en Buenavista. También tiene un joven sobrino llamado Benji y una planta carnívora llamada Omar. Su última aparición es en el episodio de la primera temporada "Captain Jerk", ya que los episodios posteriores su puesto es manejado por Jasper.
- Winston Story como Trent Overunder, es el periodista de KLVY que informa sobre las actividades en Swellview, que incluyen las actividades heroicas de Capitán Man, a menudo no deja hablar a Mary, lo que hace que lo odie.
- Carrie Barrett como Mary Gaperman, es la compañera de Trent en KLVY. Ella se molesta con Trent cuando él la interrumpe o le cambia el tema mientras habla en las noticias.
- Frankie Grande como Frankini, es una celebridad de internet y uno de los villanos de Capitán Man y Kid Danger. Aparece por primera vez en "Vivo y peligroso: Parte 1" y en "Vivo peligroso: Parte 2", en donde intenta desenmascarar la identidad de Capitán Man y Kid Danger para obtener millones de visitas en su live stream, pero luego es detenido por Capitán Man y Kid Danger antes de poder hacerlo.
- Anna Lenes como Evelyn Hall, es una periodista que trabaja en KLVY. Estaba enamorada de Capitán Man, pero dejó de gustarle.
- William Romeo como Bork es un trabajador musculoso de la capicueva
- Zoran Korach como Goomer, es el ayudante ingenuo y tonto de Frankini.
- Jill Benjamin como Sharona Shapen, es la profesora de historia de Henry. Es conocida por pedirle consejos a Henry sobre citas, ya que nunca pudo tener una cita exitosa. En el episodio "Double Date Danger", se revela que la señorita Shapen tiene una sobrina llamada Noelle que trabajó para "el perforador".
- Maeve Tomalty como Bianca, es una chica popular en la escuela Swellview y es uno de los intereses amorosos de Henry.
- AJ Castro como Carlos es un trabajador de Sushi Dushi
- Tommy Walker como Drex, es uno de los villanos de Capitán Man y Kid Danger. Aparece por primera vez en "La Hora del Poder: Parte 1", en donde también se menciona que solía ser compañero de Ray antes de Henry. En la continuación "La Hora del Poder: Parte 2", Henry lo derrota y junto a los demás lo congelan y lo ocultan en la bodega de la Capicueva.
- Kevin Allen como Winnie Schwartz es la hermana que parece caballo de Schwoz y fue la exnovia de Pie Grande
- Albert Minero Jr. como Larry es el primo de Schwoz y Winnie
- David Bluecomo Rick Twitler es el villano principal de la trilogía corte de poder que usó un virus para apagar toda la energía del mundo y descubrió las identidades de capitán man y kid danger y le quitó los poderes a kid danger y creó el arma omega para que el villano correcto le quite los poderes al capitán man y fue controlado por el virus y enfrentó a kid danger y Rick fue derrotado y Rick perdió su memoria y toda la energía volvió a Swellview
- Madison Iseman como Veronica, es una criminal e interés amoroso de Henry. Aparece por primera vez en el episodio "Henry y la chica mala". Es cómplice del criminal Van Del. Aparece por última vez en el episodio "Un Henry y tres chicas", donde es arrestada por atacar a Capitán Man.
- Timothy Brennan como El Vice alcalde Willard, es el vicealcalde de Swellview.
- Andrew Caldwell como Mitch Bilsky, es un matón escolar que constantemente molesta a Henry y se pasa el tiempo coqueteandole a Miryam. En "The Whole Bilsky Family", se revela que Jeff es su hermano mayor.
- Ben Giroux como El Niñote, es un villano con temática de bebé y fue el primer villano que Kid Danger enfrentó junto a Capitán Man. Es recurrente a lo largo de la serie.
- Mike Ostroki como El doctor Minyak, es un villano y un científico loco que muchas veces enfrenta a Capitán Man, Piper lo llama doctor Yamaka.
- Amber Bela Muse como La Enfermera Cohort, es la asistente del doctor Minyak.
- Ryan Grassmeyer como Jeff Bilsky, es un criminal insignificante que a menudo es arrestado por Capitán Man. En "The Whole Bilsky Family" se revela que su apellido es Bilsky y que es el hermano mayor de Mitch. Apareció en la cena familiar de Hart-Bilsky cuando Piper estaba saliendo con su hermano menor Billy.
- Joey Richter como El Cambia Tiempo, es uno de los villanos de Capitán Man y Kid Danger. Aparece por primera vez en "El cambia tiempo".
- Josh Fingerhut como Van Del es el líder criminal del grafiti de los Wall Dogs.
- Jeremy Guskin como el Apicultor es un villano vestido de apicultor y es amigo de sus hermanas las abejas
- Alec Mapa como Jack Frittleman es el exjefe de la fábrica de Frittles y después de las 2 explosiones se volvió un villano vengativo de Capitán man y Kid Danger
- Jonathan Chase como Brian Bender, es reportero de la KLVY.
- Jake Farrow como Brad Belcher se volvió invisible por un rayo de invisibilidad y odio a ray por eso y quiso ser el compañero de ray amenazando a Henry y fue arrollado por un autobús y había fingido su muerte y cobró su venganza pero ray le roció gas en los ojos de Brad y Brad volvió a ser vencido tiempo después le dijo a los chicos que los ayudará a atrapar a stu el mago ladrón y juntos lo vencieron y Brad volvió a ser visible gracias a Schwoz
- Shelby Simmons como Joss Moss la hija del jefe de mafia Rob Moss y está enamorada de Henry
- Arnie Pantoja como Mark el y su amigo Joey son los Pulgares Victoriosos y fueron héroes pero cuando quedaron atrapados en el espacio y volvieron a la tierra se volvieron mutantes y villanos
- Leslie Korein como Fran es un  guardia de seguridad y está enamorada del capitán man
- Kevin Railsback como Danny Chest es el presentador del programa de concursos Swellview tiene talento
- Tori Keeth como Mandy es una trabajadora de Nacho Ball
- Anthony M. Bertram como Oficial Kogen es un oficial de policía y padre de Jake interpretado por Aarón Galeano
- Kevin Symons como Bill Evil es el jefe de la corporación de ciencia malvada y le gusta abrir portales a otras dimensiones
- Jesse Mackey como Pie Grande es el amigo del bosque de Schwoz y exnovio de Winnie
- Eddie Davenport como Inoxidable Steve es un criminal plateado
- Avianna Mynhier como Chica Lagarto es una villana vestida de lagarto y ella y su hermano son los gemelos lagarto
- Zach Zagoria como Chico Lagarto es un villano vestido de lagarto el y su hermana son los gemelos lagarto
- Jason Gibbs como El Jardinero Solitario es un villano que se asemeja en el pasto y fue el Rumblr de Ray para pelear pero Ray lo rechaza y El jardinero tiene las mismas actitudes que Jeff
- Jeffrey Vincent Parise como Rob Moss el jefe de mafia con múltiples personas iguales a él para camuflarse y padre de Joss Moss
- Mitchell Berg como Lil Dynomite es un niño héroe de Neighborville y fue reclutado por el alcalde de Neighborville para que fuera el compañero de Kid Danger

### Invitados Especiales
- Nathan Kress como el mismo fue interrogado por Henry y Ray por ser uno de los sospechosos de los que pudieron haber sido los responsables de haber dejado caer a Debbie del techo.
- Russell Westbrook como Shawn Corbit es un baloncestista y le pidió ayuda a Henry para rescatar a su perrita Lulu del entrenador Bix y Capitán man ayudó a Shawn y salvaron a Lulu.
- Kira Kosarin como Phoebe Thunderman es una la personaje principal de la serie The Thundermans y ayudo en el crossover Danger y Thunder al Capitán Man y a Kid Danger a combatir al Niñote, a su Hermano Max y a los otros villanos.
- Jack Griffo como Max Thunderman es un personaje principal de la serie The Thundermans es el hermano gemelo de Phoebe con sus mismos poderes y se unió al plan del Niñote para conseguir su heliometro pero fallo y fue llevado en el helicóptero atado por los heroes.
- Benjamin Flores Jr. como Lil 'Biggie Minyak lo contrata para controlar la mente de Charlotte con música.
- Ronnie Clark como Herb es un personaje de Sam & Cat que hace una aparición especial para estar en Montego's con Henry.
- Snoop Dogg como el mismo es un rapero famoso y amigo de Double G.
- Shaun White como el mismo fue a ver el estreno de la serie animada Las aventuras de Kid Danger en la casa Hart.
- Jerry Trainor como Joey es el mejor amigo de Mark y juntos son los Pulgares Victoriosos y eran combatientes del crimen pero quedaron atrapados en el espacio y cuando volvieron a la tierra se volvieron mutantes y se volvieron villanos.
- Baby Ariel como Patina era el interés amoroso de Jasper en la convención de cactus y es alérgica al aire contaminado.

## Episodios
| Temporada | Temporada | Episodios | Episodios | Estados Unidos           | Estados Unidos        | Latinoamérica           | Latinoamérica           | España                | España                  |
| Temporada | Temporada | Episodios | Episodios | Comienzo                 | Final                 | Comienzo                | Final                   | Comienzo              | Final                   |
| --------- | --------- | --------- | --------- | ------------------------ | --------------------- | ----------------------- | ----------------------- | --------------------- | ----------------------- |
|           | 1         | 26        | 26        | 26 de julio de 2014      | 16 de mayo de 2015    | 22 de enero de 2015     | 28 de noviembre de 2015 | 2 de marzo de 2015    | 17 de noviembre de 2015 |
|           | 2         | 19        | 19        | 12 de septiembre de 2015 | 17 de julio del 2016  | 8 de febrero de 2016    | 19 de diciembre de 2016 | 8 de febrero de 2016  | 21 de diciembre de 2016 |
|           | 3         | 20        | 20        | 17 de septiembre de 2016 | 7 de octubre de 2017  | 2 de noviembre de 2016  | 4 de febrero de 2018    | 27 de febrero de 2017 | 17 de noviembre de 2017 |
|           | 4         | 22        | 22        | 21 de octubre de 2017    | 20 de octubre de 2018 | 23 de marzo de 2018     | 25 de marzo de 2019     | 19 de marzo de 2018   | 14 de enero de 2019     |
|           | 5         | 41        | 41        | 3 de noviembre de 2018   | 21 de marzo de 2020   | 28 de diciembre de 2018 | 19 de diciembre de 2020 | 8 de febrero de 2019  | 20 de diciembre de 2020 |

### Episodios especiales
| Episodio                                             | Tipo                                               | Estreno original         | Audiencia |
| ---------------------------------------------------- | -------------------------------------------------- | ------------------------ | --------- |
| "El peligro comienza"                                | Especial de 1 hora, inicio de la serie             | 26 de julio de 2014      | 3.94      |
| "Henry y la chica mala, Parte 1"                     | Especial de 2 partes                               | 2 de mayo de 2015        | 1.44      |
| "Henry y la chica mala, Parte 2"                     | Especial de 2 partes                               | 9 de mayo de 2015        | 1.87      |
| "El ritmo continua"                                  | Estreno de temporada                               | 12 de septiembre de 2015 | 2.13      |
| "Un Henry y 3 chicas, Parte 1"                       | Especial de 2 partes                               | 19 de septiembre de 2015 | 1.78      |
| "Un Henry y 3 chicas, Parte 2"                       | Especial de 2 partes                               | 26 de septiembre de 2015 | 1.78      |
| "El cambia tiempo"                                   | Especial de 35 minutos                             | 7 de noviembre de 2015   | 1.85      |
| "Henry el indestructible, Parte 1"                   | Especial de 2 partes                               | 19 de marzo de 2016      | 2.02      |
| "Henry el indestructible, Parte 2"                   | Especial de 2 partes                               | 26 de marzo de 2016      | 2.12      |
| "Danger & Thunder"                                   | Especial de 1 hora, crossover con The Thundermans  | 18 de junio de 2016      | 2.24      |
| "Yo sé tú secreto"                                   | Final de temporada                                 | 17 de julio de 2016      | 2.60      |
| "La hora de poder"                                   | Especial de 1 hora                                 | 11 de noviembre de 2016  | 3.16      |
| "Esquivando el peligro"                              | Especial de 30 minutos, parte de "Hour of Power"   | 3 de diciembre de 2016   | 2.50      |
| "Invasores espaciales"                               | Especial de 1 hora                                 | 11 de marzo de 2017      | 2.56      |
|                                                      | Especial de 1 hora                                 | 1.65                     |           |
| "En vivo y peligroso, Parte 1"                       | Especial de 2 partes                               | 16 de septiembre de 2017 | 1.57      |
| "En vivo y peligroso, Parte 2"                       | Especial de 2 partes                               | 23 de septiembre de 2017 | 2.22      |
| "Juegos del peligro"                                 | Especial de 90 minutos, crossover con Game Shakers | 25 de noviembre de 2017  | 1.91      |
| "Volver al peligro, Parte 1"                         | Especial de 2 partes                               | 24 de marzo de 2018      | 1.72      |
| "Volver al peligro, Parte 2"                         | Especial de 2 partes                               | 31 de marzo de 2018      | 1.24      |
| "Los chicos pulgares"                                | Especial de 1 hora                                 | 17 de noviembre de 2018  | 1.13      |
| "Corte de poder, Parte 1: Un Nuevo mal"              | Especial de 3 partes                               | 5 de enero de 2019       | 0.93      |
| "Corte de poder, Parte 2: Una nueva oscuridad"       | Especial de 3 partes                               | 12 de enero de 2019      | 1.11      |
| "Corte de poder, Parte 3: Un nuevo héroe"            | Especial de 3 partes                               | 19 de enero de 2019      | 1.14      |
| "Caballero del peligro"                              | Especial de 25 minutos, crossover con Knight Squad | 2 de febrero de 2019     | 1.32      |
| "Henry Danger: El Musical"                           | Especial de 1 hora                                 | 27 de julio de 2019      | 1.18      |
| "Hermana tornado, Parte 1" "Peligrosamente brilloso" | Especial de 2 partes                               | 21 de septiembre de 2019 | 1.09      |
| "Hermana tornado, Parte 2" "Trabajo interno"         | Especial de 2 partes                               | 28 de septiembre de 2019 | 1.21      |
| "El destino de todo, Parte 1"                        | Especial de 2 partes y final de la serie           | 14 de marzo de 2020      | 0.88      |
| "El destino de todo, Parte 2"                        | Especial de 2 partes y final de la serie           | 21 de marzo de 2020      | 1.26      |

### Danger & Thunder
Nickelodeon confirmó un episodio especial crossover entre sus dos series número uno en la actualidad, Henry Danger y The Thundermans el 12 de noviembre de 2015, y fue grabado a principios de 2016. Este episodio fue tomado como un especial de una hora, pero solo de Henry Danger y fue estrenado el 18 de junio de 2016. Este especial atrajo a un total de 2.24 millones de espectadores.
"Danger & Thunder: Hardcore Encore" es un especial estrenado el 5 de septiembre de 2016 por Nickelodeon, con bloopers, todo lo que no se vio del show y cómo se sintieron los personajes al haber estado unidos. El especial obtuvo un total de 1.66 millones de espectadores.

### Danger Games
El 14 de junio de 2017, Dan Schneider confirmó un crossover especial de 90 minutos de dos de sus series Henry Danger y Game Shakers, el cual duró 90 minutos. Este especial se estrenó durante el tradicional bloque de Nickelodeon "Thanksgiving Weekend", el 25 de noviembre de 2017.
El especial obtuvo un total de 1.91 millones de espectadores en el canal Nickelodeon. Se transmitió simultáneamente. obteniendo un total de 0.33 millones de espectadores y en TeenNick, tuvo un total de 0.24 millones de espectadores. En total, "Danger Games" tuvo un total de 2.48 millones de espectadores.
"Danger Games: Hardcore Encore" es un especial con detrás de escenas, bloopers y juegos entre los personajes de Henry Danger y Game Shakers, que se estrenó el 16 de diciembre de 2017.

## Spin-off
El 29 de febrero de 2020, Nickelodeon lanzó un teaser promo a una nueva serie que se trata de un spin-off de Henry Danger llamado Danger Force, que se embarcará en las aventuras de cuatro niños con superpoderes que serán asignados a asistir a la Academia Swellview para los Dotados reclutados por Ray/Capitán Man y Schwoz para que puedan ser superhéroes y salvar a Swellview de viejas y nuevas amenazas. El tráiler oficial se estrenó el 21 de marzo de 2020, mismo día en que finalizó Henry Danger y el spin-off estrenó oficialmente el 28 de marzo de 2020 en Nickelodeon. Cooper Barnes y Michael D. Cohen repiten sus papeles en esta serie y esta vez, está creado por Christopher J. Nowak, productor ejecutivo de Henry Danger.

## Producción
Nickelodeon puso en marcha los nuevos proyectos que tenía para los años 2014-2015. Entre sus planes, el canal confirmó una nueva serie del productor de Dan Schneider, el creador de iCarly, Drake & Josh, Victorious. Zoey 101 y más. Henry Danger, así dio por titulado el canal a esta nueva serie, que al principio se había confirmado para un total de 20 episodios divididos en una temporada, pero poco más tarde, Nickelodeon decidió aumentar esta cifra, dejando a la serie con un total de 26 episodios. Nickelodeon estrenó un adelanto de una hora del show, el 26 de julio de 2014, y dando por estreno oficial, el 13 de septiembre de 2014. junto al estreno de Nicky, Ricky, Dicky & Dawn. Fue confirmado el 13 de marzo de 2014 y sus grabaciones iniciaron el 14 de julio de 2014.
El 18 de noviembre de 2014, la serie fue renovada para una segunda temporada, la cual contiene un total de 20 episodios y fue estrenada el 12 de septiembre de 2015, junto con el estreno de la nueva serie que fue hecha por el mismo creador de esta serie, Game Shakers. Las grabaciones de la segunda temporada de Henry Danger iniciaron el 22 de junio de 2015 y terminaron el 18 de diciembre del mismo año.

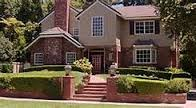
Ambientación en donde la mayoría de los episodios se centra Henry Danger

Durante las novedades de la temporada 2016/17 de Nickelodeon, el 2 de marzo, el canal confirmó una tercera temporada de la serie. Las grabaciones de dicha temporada iniciaron el 25 de abril de 2016 y concluyó el 18 de noviembre de 2016.
Viendo el éxito que Henry Danger obtuvo durante los primeros episodios de la tercera temporada, y que también logró adquirir la audiencia más alta en toda la historia de la serie, Nickelodeon apostó por renovar a una cuarta temporada con 20 episodios a la serie, el 16 de noviembre de 2016. Riele Downs, quien interpreta a Charlotte en la serie, confirmó que las grabaciones de dicha temporada iniciarán en abril del año en curso.
Las grabaciones de la cuarta temporada comenzaron oficialmente el 3 de abril de 2017. Nickelodeon confirmó un crossover especial entre Henry Danger y Game Shakers para esta cuarta temporada, y será estrenado este otoño.
La cuarta temporada de la serie se estrenó el 21 de octubre de 2017.

### Película
El 5 de mayo de 2017, Nickelodeon y Paramount Pictures, junto con el presidente de Viacom, anunciaron que una película basada en la serie Henry Danger estaba en producción. En 2022 se anunció que la película se estrenará en Paramount+. La película está prevista para ser estrenada simultáneamente en Nickelodeon y Paramount+ el 17 de enero de 2025.

### Serie animada derivada
El 2 de marzo de 2017, Nickelodeon confirmó 10 episodios de una serie derivada animada, que contará con las voces de los mismos personajes de la serie de imagen real, Jace Norman, Cooper Barnes, Riele Downs, Sean Ryan Fox, Ella Anderson, Michael D. Cohen y Jeffrey Nicholas Brown. La serie se estrenó oficialmente el 19 de enero de 2018 y un preestreno el 15 de enero de 2018.

## Recepción
Luego del estreno como una película original de Nickelodeon, Henry Danger no tuvo buenas críticas durante su estreno, fue valorada con 5.6 sobre 10 estrellas. Esta dicha película fue estrenada el 26 de julio de 2014, dando un total de 3.9 millones de espectadores, dicha serie, fue la menos vista de una serie de Dan Schneider, en su episodio piloto. El estreno oficial de la serie fue el 13 de septiembre del mismo año, dando un bajón considerable de audiencia, con un total de 1.57 millones de espectadores. El segundo episodio de la serie incremento un tanto, obteniendo un total de 1.74 millones de espectadores. La audiencia comenzó a incrementar a finales del año 2015, con el estreno de la segunda temporada, obteniendo un total de 2.13 millones de espectadores, siendo esta audiencia, una de las más considerables al estreno de una temporada de cualquier serie infantil, tal es el caso de su competencia en Disney Channel. Liv and Maddie, que su tercera temporada fue estrenada un día después que dicha temporada de Henry Danger, con un total de 1.8 millones de espectadores, al igual que la segunda temporada de Girl Meets World, con un total de 2 millones de espectadores y el estreno en Nickelodeon el mismo día de Game Shakers, con un total de 2 millones de espectadores. Henry Danger comenzó a ser más popular entre niños de 2 a 11 años, al inicio del 2016, obteniendo una audiencia por casi 2 millones de espectadores por episodio.
La audiencia más alta de Henry Danger fue lograda en el especial "Hour of Power", logrando así un total de 3.16 millones de espectadores.

## Premios y nominaciones
| Año  | Ceremonia                                             | Categoría                                                                      | Candidato                                    | Resultado |
| ---- | ----------------------------------------------------- | ------------------------------------------------------------------------------ | -------------------------------------------- | --------- |
| 2015 | 2015 Kids' Choice Awards                              | Favorite TV Show                                                               | Henry Danger                                 | Nominados |
| 2015 | BMI Film & TV Awards                                  | Top Television Series THEME                                                    | Michael Corcoran                             | Ganador   |
| 2016 | Hollywood Makeup Artist and Hair Stylist Guild Awards | Best Makeup - Children and Teen Programming                                    | Michael Johnston & Patti Brand               | Ganadores |
| 2016 | Hollywood Makeup Artist and Hair Stylist Guild Awards | Best Hair Styling - Children and Teen Programming                              | Joe Matke & Roma Goddard                     | Ganadores |
| 2016 | 2016 Kids' Choice Awards                              | Favorite TV Show                                                               | Henry Danger                                 | Nominados |
| 2016 | 2016 Kids' Choice Awards                              | Favorite Male TV Star- Kids Show                                               | Jace Norman                                  | Nominado  |
| 2016 | 37th Young Artist Awards                              | Best Performance in a TV Series, Guest Starring Young Actor (14 – 21)          | Zach Callison                                | Nominado  |
| 2017 | 2017 Kids' Choice Awards                              | Favorite TV Show                                                               | Henry Danger                                 | Ganadores |
| 2017 | 2017 Kids' Choice Awards                              | Favorite Male TV Star- Kids Show                                               | Jace Norman                                  | Ganador   |
| 2017 | Hollywood Makeup Artist and Hair Stylist Guild Awards | Best Makeup - Children and Teen Programming                                    | Michael Johnston, Patti Brand, Melanie Mills | Nominados |
| 2017 | Hollywood Makeup Artist and Hair Stylist Guild Awards | Best Hair Styling - Children and Teen Programming                              | Joe Matke, Roma Goddard, Dwayne Ross         | Nominados |
| 2017 | Casting Society of America                            | Outstanding Achievement in Casting - Children's Pilot and Series (Live Action) | Krisha Bullock, Jamie Snow                   | Nominados |
| 2017 | BMI Film & TV Awards                                  | Top Television Series THEME                                                    | Michael Corcoran & Zack Hexum                | Ganadores |
| 2017 | Young Entertainer Awards                              | Best Guest Starring Young Actress 12 and Under – TV Series                     | Indigo Carey                                 | Nominada  |
| 2017 | Young Entertainer Awards                              | Best Leading Young Actor 14 and Under - Television Series                      | Sean Ryan Fox                                | Nominado  |
| 2018 | Hollywood Makeup Artist and Hair Stylist Guild Awards | Best Makeup - Children and Teen Programming                                    | Michael Johnston, Patti Brand, Melanie Mills | Nominados |
| 2018 | Hollywood Makeup Artist and Hair Stylist Guild Awards | Best Hair Styling - Children and Teen Programming                              | Joe Matke, Roma Goddard, Dwayne Ross         | Nominados |
| 2018 | Muahs Awards                                          | Children and Teen Programming: Best Makeup                                     | Henry Danger                                 | Ganadores |
| 2018 | Muahs Awards                                          | Children and Teen Programming: Best Hair Styling                               | Henry Danger                                 | Ganadores |
| 2018 | 2018 Kids' Choice Awards                              | Favorite TV Show                                                               | Henry Danger                                 | Nominado  |
| 2018 | 2018 Kids' Choice Awards                              | Favorite TV Actor                                                              | Jace Norman                                  | Ganador   |